# Нісеко

42°48′17″ пн. ш. 140°41′15″ сх. д. / 42.80472° пн. ш. 140.68750° сх. д.
Нісе́ко (яп. ニセコ町, にせこちょう, МФА: [ɲiseko muɾa]) — містечко в Японії, в повіті Абута округу Сірібесі префектури Хоккайдо. Станом на 1 жовтня 2008 року площа містечка становила 197,13 км². Станом на 31 березня 2017 населення містечка становило 5018 осіб.